# Mick Wall
Mick Wall (23 de junio de 1958) es un periodista musical y autor británico.

## Carrera
Comenzó su carrera escribiendo para la revista Sounds en 1977, donde escribía acerca de bandas de punk, new wave, rockabilly, funk y eventualmente hard rock y heavy metal. En 1979, dejó el periodismo musical para realizar campañas publicitarias para prestigiosas bandas y artistas como Black Sabbath, Journey, REO Speedwagon, Thin Lizzy, Ultravox, The Damned, Dire Straits entre otros. También es autor de biografías de músicos y agrupaciones como Ozzy Osbourne, Iron Maiden, Motörhead, AC/DC, Metallica, Status Quo y Guns N' Roses.

## Libros publicados
- Vida y muerte de Jimi Hendrix (Alianza Editorial, 2020)